# Thala Valley
Das Thala Valley ist ein vereistes Tal an der Budd-Küste des ostantarktischen Wilkeslands. Es liegt unmittelbar südlich der australischen Casey-Station und trennt deren Areal vom Hauptteil der Bailey-Halbinsel.
Australische Wissenschaftler benannten es 1972 nach dem Forschungsschiff MV Thala Dan, das jahrelang zur Versorgung der Casey-Station eingesetzt wurde.